# La Juive (Modigliani)
La Juive est une peinture à l'huile sur toile de 55 × 46 cm réalisée en 1908 par le peintre italien Amedeo Modigliani. 
Elle fait partie d'une collection française privée.
C'est l'une des premières peintures de Modigliani. On remarque que son style n'est pas encore complètement formé.
Vers 1910, Modigliani vend cette œuvre à Paul Alexandre, médecin, ami et collectionneur, qui la fera accrocher dans l'atelier communautaire du 7 de la rue du Delta, et qui les conservera toute sa vie, ne les prêtant pas, même pour des expositions.
La toile est vendue le 8 mai 2013 à New York, chez Christie's, pour la somme de 6 843 750 $ US. Les experts de la maison d'enchères définissent le modèle comme étant Maude Abrantès, sans toutefois préciser les motifs de cette affirmation. Cette toile, ainsi que le Portrait de Maurice Drouard (1909) peuvent être aperçus sur une photographie prise en février 1913, suspendues au murs de la rue du Delta.